# 藤原三直
藤原 三直（ふじわら の みなお/みつなお/ただなお）は、平安時代初期から前期にかけての貴族。藤原北家、美作守・藤原行道の子。官位は従五位上・阿波権守。

## 経歴
文徳朝の斉衡3年（856年）従五位下に叙せられる。斉衡4年（857年）2月に大監物に任官するが、11月に安房守に転じ、翌天安2年（858年）正月に改めて安芸介に任ぜられている。
清和朝初頭は安芸介を務め、在職中の貞観6年（864年）には従五位上に昇叙されている。散位を経て貞観8年（866年）陰陽頭として京官に復すが、翌貞観9年（867年）阿波権守として再び地方官に転じた。

## 官歴
『六国史』による。
- 時期不詳：正六位上
- 斉衡3年（856年） 正月7日：従五位下
- 斉衡4年（857年） 2月16日：大監物。11月25日：安房守
- 天安2年（858年） 正月16日：安芸介
- 貞観3年（861年） 日付不詳：辞官（母服喪）。6月17日：安芸介（本官起之）
- 貞観6年（864年） 正月7日：従五位上
- 貞観8年（866年） 2月13日：陰陽頭
- 貞観9年（867年） 正月12日：阿波権守

## 系譜
『尊卑分脈』による。
- 父：藤原行道
- 母：不詳
- 生母不明の子女
  - 男子：藤原棟景